# 近思錄
《近思錄》由南宋學者朱熹和呂祖謙合編，選輯北宋理學家周敦頤、程顥、程頤、張載四人語錄而成書。《近思錄》為中國第一本哲學選輯之書，亦為北宋理學之大綱，更是朱子哲學之輪廓。以後宋代之《朱子語類》，明代之《性理大全》，與清代之《朱子全書》與《性理精義》，均依此書之次序為次序，支配中國士人之精神思想凡600年。影響所及，亦操縱韓國與日本思想數百載，且成為官學；在中國亦惟儒獨尊，尤以朱子之哲學為主腦。
淳熙二年（1175年），呂祖謙從浙江到福建與朱熹會晤，兩人在寒泉精舍相與讀周敦頤、張載、程顥、程頤等著作，感其「廣大閎博，若無津涯」，初學者不易把握其要義。《近思錄》為朱熹與呂祖謙合輯，採取北宋周敦頤、程顥、程頤、張載四子之語，共622條，分14卷，以《論語》「切問而近思」為題。「近思」二字取自《論語》：「博學而篤志，切問而近思，仁在其中矣。」朱熹云：「四子（四書）《六經》之階梯，《近思錄》四子之階梯」:389-396。以正「厭卑近而騖高遠」之失。

## 內容
《近思錄》是依朱、呂二人的理學思想體系編排的，從宇宙生成的世界本體到孔顏樂處的聖人氣象，循著格物窮理，存養而意誠，正心而遷善，修身而復禮，齊家而正倫理，以至治國平天下及古聖王的禮法制度，然後批異端而明聖賢道統。全面闡述了理學思想的主要內容，故此書實可謂囊括了北宋五子及朱呂一派學術的主體。
近思錄中載有四家之說，收當代思錄群書共十四書，於《近思錄》中分十四卷。共收有：
1. 濂溪先生太極通書
2. 明道先生文集
3. 伊川先生文集
4. 周易程氏傳
5. 程氏經說
6. 程氏遺書
7. 程氏外書
8. 橫渠先生正蒙
9. 橫渠先生文集
10. 橫渠先生易說
11. 橫渠先生禮樂說
12. 橫渠先生論語說
13. 橫渠先生孟子說
14. 橫渠先生語說

共收錄14書，含周敦頤、程明道、程伊川、張載 (北宋)。

書中共有一十四卷、六百二十二條。其目錄如下：

| 卷一·道體 卷二·為學 卷三·致知 卷四·存養 卷五·克己 | 卷六·家道 卷七·出處 卷八·治體 卷九·制度 卷十·政事 | 卷十一·教學 卷十二·警戒 卷十三·異端 卷十四·聖賢 後序·提要 |

## 評語
《近思錄》一書，在理學史上具有重要地位，為確立儒家道統，傳播理學思想起過重要作用。清代江永（1681年－1762年）稱：「凡義理根源，聖學體用，皆在此編」，「蓋自孔曾思孟而後，僅見此書」。 國學大師錢穆說：「後人治宋代理學，無不首讀《近思錄》。」

## 參閱條目
| - 朱熹 - 呂祖謙 - 理學 | - 周敦頤 - 程顥 - 程頤 - 張載 |